# The Young Doctors (reeks)
The Young Doctors is een Australische dramaserie die van 1976 tot 1983 op de Australische tv werd uitgezonden.

## Rolverdeling
| Acteur           | Personage                      |
| ---------------- | ------------------------------ |
| Alfred Sandor    | Dr Raymond Shaw                |
| Michael Beecher  | Dr. Brian Denham               |
| Tim Page         | Dr. Graham Steele              |
| Gwen Plumb       | Ada Simmonds                   |
| Lyn James        | Helen Gordon                   |
| Judy McBurney    | Nurse/Sister Tania Livingstone |
| Alan Dale        | Dr. John Forrest               |
| Rebecca Gilling  | Dr. Liz Kennedy/Forrest        |
| Chris King       | Nurse Dennis Jamison           |
| Peter Lochran    | Dr. Peter Holland              |
| Cornelia Frances | Sister Grace Scott             |
| Peter Bensley    | Dr. Mike Newman                |
| Eric Oldfield    | Dr. Ben Fielding               |
| Diana McLean     | Sister Vivienne Jefferies      |
| Ros Wood         | Nurse Kate Rhodes              |